# Gnojnik (Polska)
Gnojnik – wieś w południowej Polsce, położona w województwie małopolskim, w powiecie brzeskim, w gminie Gnojnik, przy drodze krajowej nr 75.
Integralne części miejscowości: Anczykówka, Górka, Granice, Przyrwa, Puste, Śleparka, Wisowa, Wojtówka.
Miejscowość jest siedzibą gminy Gnojnik.
Według austriackiego spisu ludności z 1900 w 205 budynkach w Gnojniku na obszarze 588 hektarów mieszkały 1174 osoby, z czego 1153 (98,2%) było katolikami, a 21 (1,8%) wyznawcami judaizmu, 1163 (99,1%) było polsko-, a 10 (0,9%) niemieckojęzycznymi.
W latach 1954–1972 wieś należała i była siedzibą władz gromady Gnojnik. W latach 1975–1998 miejscowość administracyjnie należała do województwa tarnowskiego.

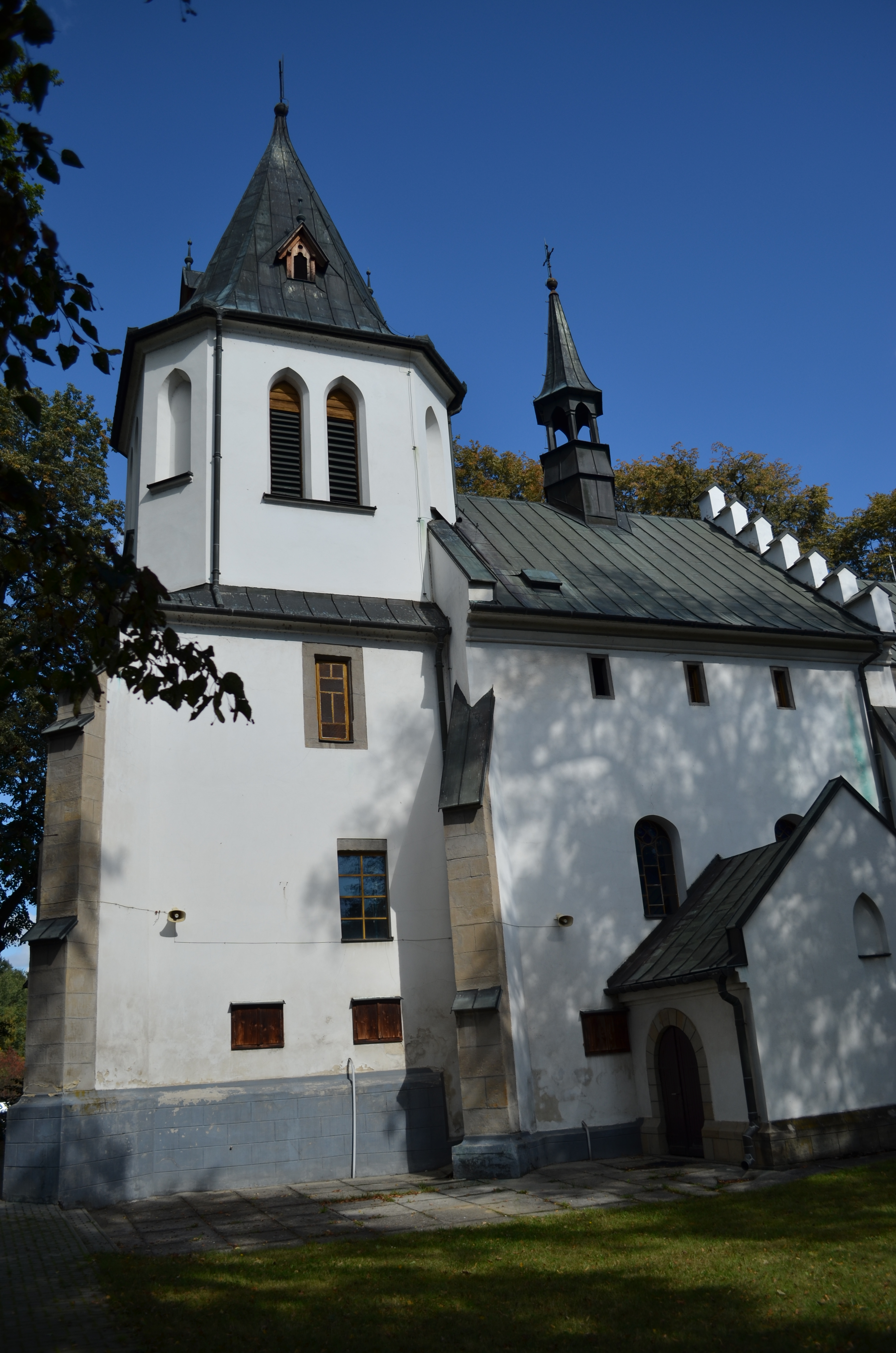
Kościół św. Marcina

## Zabytki
Obiekt wpisany do rejestru zabytków nieruchomych województwa małopolskiego.
- Kościół parafialny pw. św. Marcina z najbliższym otoczeniem i drzewostanem.

## Sport
We wsi działa Ludowy Klub Sportowy "Pagen" Gnojnik, który gra w lidze okręgowej. Na stadionie w Gnojniku zostały w 2006 zbudowane nowe trybuny z 250 miejscami siedzącymi. Funkcjonuje dziecięcy zespół "Szkraby".
Gnojnik jest znany z organizowanego corocznie w ostatni weekend lutego "Międzynarodowego Turnieju o Czarnego Konia", zaś w pierwszy weekend lipca organizowane są "Dni Gminy Gnojnik".
We wsi znajdują się dwie szkoły: Publiczna Szkoła Podstawowa im. Jana Pawła II oraz Publiczne Gimnazjum im. kard. Stefana Wyszyńskiego.
Najprawdopodobniej w Gnojniku ok. 1592 r. urodził się Samuel Przypkowski, polski pisarz religijny i polityczny, poeta, pastor ariański i działacz reformacji.